# Syrah
A Syrah vagy Shiraz korábban perzsa eredetűnek vélt, 1999-ben elvégzett DNS-vizsgálatok nyomán azonban biztosan állítható, hogy Franciaországban kialakult szőlőfajta, két dél-francia fajtától, a durezától és a mondeuse blanche-tól származik. A Syrah nem összekeverendő a Petit Sirah szőlővel mely egy keresztezese a Syrah és Peloursin szőlőfajoknak 1880-ból.
Jellegzetesen ribiszke és keserű csokoládé illatú vörösbor, amely világszerte leginkább Kalifornia, Dél-Afrika és Ausztrália bortermelői révén vált ismertté.
A szőlőfajtának két neve terjedt el a világon, míg a klasszikus francia elnevezést, a syrah-t elsősorban Európában használják, addig az ausztrálok shiraza az Újvilágot ihlette meg igazán.
Legmegbecsültebb hazájában, a Rhone völgy északi részén két klónját különböztetik meg: az egyik az apróbb szemű, magasabb rendű típus, amelyet petite syrah-nak neveznek, a másik a viszonylag nagy bogyójú grosse syrah, amely kevesebb színt és tannint ad a bornak.

## Szőlő
Az életerős és ellenálló növény a szokásosnál később virágzik, ami azért hasznos, mert így kevésbé van kitéve az esetleges tavaszi fagyok romboló hatásának, ellenben viszonylag korán érik. 
Viszonylag bőven termő fajta. Nagy mennyiségben tartalmaz színező- és cserzőanyagokat, ezért alkalmas tölgyfahordóban való érlelésre, de csak a legjobb minőséget ajánlatos új barrique-ba helyezni. 

## Bor
Nagy testű, fűszeres, dús és finom cserzőanyagú kiváló bort ad. A cabernet fajtákhoz hasonlóan jól érlelhető, ugyanakkor sokkal hamarabb kerül szelíd, iható állapotba.
A tapasztalatok szerint túl nagy terhelés esetén elveszítheti sűrű, vastag jellegét, ha pedig nem szedik le időben a tőkéről, és gyorsan túlérik, jelentősen csökkenhetnek savai és aromaintenzitása. A szüret a másik oldalról nézve is kritikus lehet, a hűvösebb borvidékekre telepített syrah-knál az éretlenség jelei a túl átható borsos íz, valamint az égett gumi. 
Nálunk a ’90-es évek végén kezdték telepíteni. Mára már hazánkban is élvezhetjük nagy termelőink első kísérleteinek kiváló eredményeit.

## Szőlészeti meghatározása
A borszőlő fajták határozókulcsa szerinti, szakszerű nemzetközi leírása: syrah.